# Plopii-Slăvitești
Plopii-Slăvitești – wieś w Rumunii, w okręgu Teleorman, w gminie Plopii-Slăvitești. W 2011 roku liczyła 832 mieszkańców.